# Peter Hammill
Peter Hammill (Ealing, 5 de novembre de 1948) és un músic anglès conegut pel seu lideratge en la banda de rock progressiu Van der Graaf Generator i per la seva carrera en solitari que s'estén dels anys setanta fins a l'actualitat. Ha col·laborat principalment amb els músics Hugh Banton, Guy Evans i David Jackson, membres de Van der Graaf. Destaca per la seva creativitat compositiva i el timbre de la seva veu per la qual ha rebut el sobrenom de " Jimi Hendrix de la veu "

## Biografia
Va néixer el 1948 a Ealing, un suburbi de Londres, i a dotze anys la família es va traslladar a Derby. Va rebre una educació catòlica de part dels jesuïtes, cosa que ha influït la seva visió del món i, en conseqüència, les seves lletres. Ja de ben petit va començar a tocar el piano, i a l'adolescència va aprendre a tocar la guitarra, tant en música clàssica com rock & roll.
Fou alumne de la Universitat de Manchester, on va conèixer Chris Judge Smith, amb el qual va fundar Van der Graaf Generator a l'edat de dinou anys. Un any més tard la banda es traslladà a Londres, on es varen unir Hugh Banton, Guy Evans i David Jackson, i el 1969 començaren a treure àlbums. A final de 1971, ja n'havien trets quatre.
Mentrestant, Hammill havia emprès paral·lelament la carrera en solitari, i l'estiu de 1971 havia tret el seu primer disc, Fool's Mate. Quan el 1972 el grup es trobava en una situació delicada, Hammill va aprofitar la ruptura per continuar la seva carrera, i va treure tres nous àlbums. Però el febrer de 1975, just quan sortí el seu cinquè, el grup es reuní, i Hammill aparcà el seu projecte individual. Entre 1975 i 1976 el grup va ser molt prolífic, amb tres discs nous, principalment escrits per Hammill. Però després del setè disc, Banton i Jackson abandonaren el projecte, i Hammill reprengué la seva carrera individual a l'hora que reclutava nous membres per la banda. Mentre amb Van der Graaf publicaven The Quiet Zone/The Pleasure Dome, Hammill treia Over. El grup, però, ja estava molt desgastat i el juliol de 1978 es descompongué definitivament.
A partir de llavors, Hammill se centrà exclusivament en la seva carrera en solitari. Tragué set àlbums entre 1978 i 1983. Val a dir que, tot i la ruptura, la relació entre els membres del grup no era dolenta i les col·laboracions amb Hammill foren habituals, tant en concerts com en enregistraments en estudi; fins i tot es retrobà amb el seu vell amic Judge Smith pel CD de 1991 The Fall of the House of Usher, del qual tots dos són coautors. El seu ritme creatiu no tengué pausa més que en períodes breus de temps, i el 2004 ja havia publicat trenta àlbums d'estudi en solitari.
Aquell any 2004 fou, justament, l'any del retrobament. Evans, Jackson i Banton es retrobaren amb Hammill en concert i més tard enregistraren un nou àlbum sota el nom de Van der Graaf Generator amb el títol de Present. Això tampoc no frenà la seva producció en solitari, i de llavors ençà Hammill ha tret cinc discs en solitari més, per quatre amb tota la banda en conjunt.

## Discografia
Discografia de Peter Hammill:

### En solitari
| - Fool's Mate (juliol 1971) - Chameleon in the Shadow of the Night (maig 1973) - The Silent Corner and the Empty Stage (febrer 1974) - In Camera (juliol 1974) - Nadir's Big Chance (febrer 1975) - Over (abril 1977) - The Future Now (setembre 1978) - pH7 (setembre 1979) - A Black Box (agost 1980) - Sitting Targets (juny 1981) - Enter K (octubre 1982) - Loops and Reels (juny 1983) - Patience (agost 1983) - Skin (març 1986) - And Close As This (novembre 1986) - Spur of the Moment (febrer 1988, amb Guy Evans) - In a Foreign Town (novembre 1988) - Out of Water (febrer 1990) - The Fall of the House of Usher (novembre 1991) | - Fireships (març 1992) - The Noise (març 1993) - Roaring Forties (setembre 1994) - X My Heart (març 1996) - Sonix (novembre 1996) - Everyone You Hold (juny 1997) - This (octubre 1998) - The Appointed Hour (novembre 1999, amb Roger Eno) - None of the Above (abril 2000) - What, Now? (juny 2001) - Unsung (octubre 2001) - Clutch (octubre 2002) - Incoherence (març 2004) - Singularity (desembre 2006) - Thin Air (juny 2009) - Consequences (abril 2012) - Other World (febrer 2014, amb Gary Lucas) - ...All That Might Have Been... (novembre 2014) - From the Trees (novembre 2017) - In Translation (2021) |

### Amb Van der Graaf Generator
| - The Aerosol Grey Machine (1969) - The Least We Can Do is Wave to Each Other (1970) - H to He, Who Am the Only One (1970) - Pawn Hearts (1971) - Godbluff (1975) - Still Life (1976) - World Record (1976) | - The Quiet Zone/The Pleasure Dome (1977) - Present (2005) - Trisector (2008) - A Grounding In Numbers (2011) - ALT (2012) - Do Not Disturb (2016) |